# 托拜厄斯·沃尔夫
托拜厄斯·沃尔夫（英語：Tobias Wolff，1945年6月19日—），美国作家，出生于亚拉巴马州伯明翰，因擅长写短篇小说而著名。

## 生平
1945年，沃尔夫出生在美国亚拉巴马州伯明翰，沃尔夫读高中时曾经被学校开除。
越南战争爆发后，沃尔夫到美国军队去服兵役。
沃尔夫有赫特福德大学、牛津大学和斯坦福大学的硕士学位。
1975年起，沃尔夫开始在斯坦福大学执教，同时也斯坦福大学学习，学习英语和创意写作。

## 作品
- 《老学派》
- 《这男孩的一生》
- 《我的军旅生涯：战争回忆录》

## 奖项
- 瑞短篇小说奖
- 圣·劳伦斯小说奖
- 欧·亨利短篇小说奖